# 兒童性虐待
儿童性虐待（child sexual abuse），又称儿童性骚扰（called child molestation），是一种虐待儿童的形式，为成人或更年长的青少年利用儿童來实施性刺激的一种行为。儿童性虐待的形式包括：与儿童发生性行为（无论是否是对方同意还是强行要求，或者是通过其他方式）；猥亵（恶意接触儿童阴部、女孩乳头等）；儿童性诱拐；或是利用儿童制造儿童色情影片等。儿童性虐待的倫理問題有沒有有效同意、潛在傷害、剝削問題、違反道德義務。
儿童性虐待可发生在多种场合，其中包括家庭、学校或工厂（在使用童工较多的地区）。童婚是儿童性虐待最常见的一种形式。联合国儿童基金会指出，“童婚可能是发生在女孩身上儿童性虐待的最常见的形式。”儿童性虐待的影響因情況而異。有受害者會經歷抑郁症、创伤后应激障碍、焦虑、複雜性創傷後壓力症候群等問題，且有进一步在成年期受害的倾向， 但一些乃至可能很多有相關經歷的人沒有遭受任何嚴重傷害。家庭成员造成的性虐待主要形式是乱伦，除了对孩子身体上的伤害，并且可能会导致更严重和长期的心理创伤，特别是在近亲乱伦的情况下。
据估计，儿童性虐待的全球发生率对男童为7.9%、对女童为19.7%。大多数性虐待罪犯与受害者熟悉：约30%是孩子的亲戚，最经常的是兄弟、父亲、叔叔或堂兄弟；60%左右是其他熟人，如家庭保姆或者邻居。大约10%的儿童性虐待案件的罪犯是陌生人。且大多数儿童性虐待由男人所为。
此类性虐待发生的家庭往往缺乏凝聚力和稳定性，沟通质量差，情感亲密度低，暴力、酗酒或吸毒等问题频发。性虐待的施虐者通常具有社会技能不足、冲动控制障碍、学习困难、抑郁等特点，而且有相当一部分施虐者自己也有童年期的性虐待或身体虐待的经历。性虐待的施虐者往往通过威胁或贿赂的方式强迫儿童保守秘密，而且随着时间的推移，性虐待的频率和强度往往会增加，使得揭露更加困难。性虐待的受害者在面对亲密关系的同时，也面临着伤害和恐惧，这给他们带来了特别困难的经历和冲突的情感。
恋童癖这个词一般是套用在那些性侵儿童的人，但是针对儿童的性犯罪者不一定都是恋童癖，除非他们对青春期前的孩子有强烈的性欲。根据法律，“儿童性虐待”经常被用作为描述成人与未成年人发生性行为或是与未成年人发生“两情相悦”的行为而触犯刑事或民事法律的总称。美国心理学会指出，“在同意与成人发生性行为這件事上，兒童還不具有足夠的認知能力”，并谴责任何一个这样做的成年人：“一个成年人与未成年人发生性关系是违反道德甚至犯罪的行为，亦是永远不能被社会认同的行为。”
1995年9月20日联合国第五十次会议A/50/150备忘录之第112项对《联合国儿童权利公约》进行解释和强调，兒童色情（未满十八岁）和雛妓都是违反公约第34条和36条精神的、非法的儿童性剥削：“凡使儿童从事任何非法的性活动，不论以诱惑、胁迫或其他方式，国家皆应基于儿童福利的观点，实行适当措施，以防止儿童受到任何形式的性剝削。”

## 影響
科學證據仍未準確找到兒童性虐待的危害有多大。其影響因情況而異，並取決於一系列因素，像是性虐待所涉及的行為、虐待者的身份、過程中有否以武力強迫、施行次數、兒童的性別和年齡、社區支持、家庭環境等等。部分乃至許多人會為此經歷慢性的重大影響，但一些乃至可能很多有相關經歷的人沒有遭受任何嚴重傷害，於成年後也沒出現症狀。少數證據顯示最初無症狀者有1至2成會在2至3年內惡化。
兒童性虐待會為部分受害者帶來各種各樣的影響，對一些而言這比其他虐待的影響還要深遠，大多數症狀是心理上的問題。此一經歷與日後酗酒、物質濫用、自殺、反社會行為、學習成績差、性行為過早、性焦慮、患上抑鬱症、恐慌症、創傷後壓力症有關。他們成年後更有可能需要面對欠缺性慾和性興奮的問題，以及低自尊、职业困境、心理疾病、物质滥用等问题。此外，受害者有較高風險面對未成年懷孕和再度受害的問題。性虐待还可能导致儿童的大脑结构和化学发生长期的改变，影响他们的神经系统和免疫系统的功能。

## 法律應對
以下主要就與兒童性交方面來討論：

### 古代中國
宋代开始出现「与幼女性交视为强奸」的法律条文，清代同意年齡法在中國法制史上首次將強姦幼童與強姦幼女並列，同等治罪。
- 《慶元條法事類·雜門》「諸色犯姦」條下：「諸強姦者，女十歲以下雖和也同，流三千里，配遠惡州。未成，配五百里。折傷者，絞。先強後和，男從強法，婦女減和一等。既因盜而強姦者，絞。會恩既未成，配千里。」。
- 《元史·刑法三·奸非》，「諸強姦人幼女者處死，雖和同強，女不坐。凡稱幼女，止十歲以下……諸十五歲未成丁男，和奸十歲以下女，雖和同強，減死，杖一百七，女不坐」。
- 《大明律·奸非》規定：「凡和姦，杖八十，有夫杖九十，刁姦杖一百。強姦者絞，未成者杖一百流三千里。姦幼女十二歲以下者，雖和同強論。」
- 清朝乾隆年《大清律例·刑律·犯姦》中规定：
  - 「強姦十二歲以下幼女因而致死，及將未至十歲之幼女誘去強行姦污者，照光棍例斬決。其強姦十二歲以下，十歲以上幼女者，擬斬監候。和姦者，仍照雖和同強論律，擬絞監候。」
  - 「將未至十歲之幼童誘去強行雞姦者，亦照光棍為首例斬決。如強姦十二歲以下十歲以上幼童者，擬斬監候，和姦者，照姦幼女雖和同強論律，擬絞監候。」
- 清末《大清现行刑律》将“姦幼女”和“姦男童”相提并论一同惩治。

### 中国大陸
在现行中华人民共和国法律中，猥亵儿童罪是指猥亵不满14周岁的儿童的行为。猥亵行为既可以是强制性的，也可以是非强制性的；猥亵对象是不满14周岁的幼男或幼女；猥亵行为出于故意，且行为人必须明知被害人是或者可能是儿童；如儿童为幼女，则男性行为人不具有奸淫的意图，这是本罪与奸淫幼女罪的关键区别；但如果儿童为幼男，妇女对之实施猥亵行为的，则包括性交行为与性交意图。

### 臺灣
刑法認定未滿16歲的人對於性不具有自主能力，因此只要與16歲以下的人發生性關係，不管當事人的意願如何，都構成犯罪行為。倘若性行為的發生違反了當事人的意願，屬性侵犯，那當然構成刑法第221條的強制性交罪章；若當事人未滿14歲，根據刑法第222條，必須加重刑罰。如果是在兩情相悅的情況下，刑法並不認定那是兩情相悅，除非行為人當時也未滿18歲，此時的非法行為屬於告訴乃論罪，除非當事人及家屬提告不願寬恕才會遭到起訴。根據刑法第227條「妨害性自主」罪章，「對於未滿十四歲之男女為性交者，處三年以上十年以下有期徒刑，對於十四歲以上未滿十六歲之男女為性交者，處七年以下有期徒刑」。
於2007年又公布了《兒童及少年性交易防制條例》，禁止與兒童性交易、傳播兒童色情資料。

### 香港
香港於1978年在《刑事罪行條例》第124條規定「與年齡在16歲以下的女童性交」爲犯罪，同时於2003年12月立法禁止儿童色情资料的传播。

### 日本
日本國會立法禁止兒童色情前，還存在專門製作男童色情影片的堂山公司。1999年（平成11年）11月1日日本公布《儿童買春、儿童色情禁止法》（日语：児童買春・児童ポルノ禁止法），禁止兒童性交易及禁止兒童色情作品的買賣和傳播，包括動畫以及遊戲。2008年，日本國會還提案《兒童色情禁止法改正案》（日语：児童ポルノ禁止法改正案），試圖禁止未成年人个人持有含有色情內容的动漫游戏製品，但最終於2009年棄案。
2012年自民黨與公明黨重新執政後，自民黨就聯同公明黨、日本維新會再次提出《兒童色情禁止法改正案》，把個人的「單純持有」兒童色情品納入監管以及檢控範圍，即往後只要個人被認為持有被認為是兒童色情的作品，政府亦有權力檢控。由於日本動漫畫裏，也擁有相當多有兒童的角色者，以及擔心政府會借此法過度審查出版物內容，及無端進入民宅搜索，故而引起日本動漫業界以及愛好者，出版業界及一部分民眾的反對，也令此法在日本社會引起爭議。
有民眾認為在《兒童色情禁止法改正案》下，即使是兒童運動後面紅耳赤的樣子，甚至穿著泳裝的兒童等等，也能成為被認定是兒童色情物品的元素，這使《兒童色情禁止法改正案》被諷「嘴上說要守護兒童，但卻扼殺兒童的夢想（動漫畫）」。2013年5月8日，麻生太郎於日本參議院預算委員會會議上，接受「众人之党」山田太郎議員有關《兒童色情禁止法改正案》的質詢，麻生的回答被認為支持此法的實施，部分日本網民因此對其表示失望，而形容為OTAKU（御宅）中出了叛徒。最終該修正案於2014年6月18日獲得通過，但明確規定該修正案不適用於動漫畫及電腦動畫（CG）。
根據日本法律的規定：散播未滿18歲者兒童色情圖像是非法的。法律同時禁止對未滿18歲人士的乳頭接觸。

### 南洋
- 泰國與印尼是東南亞及東亞的童妓交易集中地區。雖然東南亞各國都立法不允許與未成年人發生性行爲，但由於民間有「與幼兒性交可以延年益壽」的迷信傳統，加之經濟落後，這些國家更有發達的地下色情業，窮人家的孩子有大部分會爲了賺錢而從事性交易，一些流浪兒童也會迫於生計而從事性交易，使得這一地區稱爲全球戀童買春者的集中地。據2004年的研究調查表明，泰國已經有近80萬名童妓，如今，這一現象越來越嚴重。[36][37][38][39]
- 馬來西亞：禁止任何兒童色情，根據《Penal Code (Act No.574)》里的第375(f)條文，若和一名未滿16歲的女性進行性行為屬犯法(強姦)，無論她同意與否。觸犯者可被判坐牢不少於5年，不超過20年和進行鞭笞。

### 印度
印度的地下兒童販賣、性交易亦十分發達。雖然販賣兒童及與未成年人發生性行爲屬於非法，但关于儿童性侵害和虐待的法律规定并不完善，处罚措施也不够严厉，警察亦睜隻眼閉隻眼，因此狀況十分普遍、嚴重。2006年，印度新德里社会科学研究所进行的一项全国调查显示，印度正在成为性旅遊业中心之一，特别是儿童性交易日益猖獗，海边度假胜地喀拉拉邦和果阿正是这类交易的中心。報告說：“作为一个秘密的地下生意，我们很难调查到具体的数据用于估计印度儿童性交易的规模和范围有多大。但是，毫无疑问，人数是越来越多。”儿童权利专家认为，原先泰国和印尼是西方恋童癖者光顾的热点，但在这些地方采取了比较严厉的打击措施之后，他们转而来到南亚。

### 澳洲
- 澳洲：據新南威爾斯省《Crimes Acts 1900》第91G章 規定，任何人強迫、引誘或 允許18歲以下兒童進行兒童色情行為即屬違法，最高監禁14年。根據澳洲首都領域(坎培拉)《Crimes Acts 1900》第64章 規定，任何人強迫、引誘或允許18歲以下兒童進行兒童色情行為即屬違法，最高監禁15年及/或罰款1500罰款單位。根據南澳大利亞省《Criminal Law Consolidation Act 1935》第63B章 規定，任何人誘使18歲以下兒童進行兒童色情行為即屬違法，最高監禁12年。根據北領地《Criminal Code》第125E章 規定，任何人誘使18歲以下兒童進行兒童色情行為即屬違法，最高監禁14年。

## 延伸阅读
- Lew, Mike.  2nd. Perennial Currents. 2004. ISBN 0-06-053026-X.
- Cynthia Crosson-Tower. . Boston: Pearson/Allyn & Bacon. 2008. ISBN 0-205-50326-8.
- Asa Don Brown. . New Orleans: Family and Marriage Counseling, FMC. 2009  [2016-07-19]. （原始内容存档于2020-12-16）.
- Lascaratos, J; Ascaratos J; Poulakou-Rebelakou, E. . Child Abuse& Neglect. 2000, 24 (8): 1085–1090. doi:10.1016/S0145-2134(00)00156-3.
- Durkin, KF; Clifton DB. . Deviant Behavior. 1999, 20 (2): 103–127. doi:10.1080/016396299266524.
- Zimring, Franklin E. . University of Chicago Press. 2009. ISBN 978-0-226-98358-5.